# Teodoro Schmidt
 Teodoro Schmidt  es un pueblo y comuna de la zona sur de Chile, de la provincia de Cautín en la región de La Araucanía, distante a 72 kilómetros de la ciudad de Temuco. Junto con las comunas de Nueva Imperial, Saavedra, Carahue y Toltén forma parte de la Asociación de Municipios Costa Araucanía.

## Historia
Antiguamente este sector se llamaba Huilio (que tiene uñas o lugar de toros en mapudungun), de ahí el nombre del río o estero que pasa en el lado noroeste de la ciudad. Teodoro Schmidt está ubicada en un sector de alta ascendencia mapuche. Esta comuna nació gracias al trazado férreo que en 1936 hizo el ingeniero de ascendencia alemana Teodoro Schmidt Quezada (hijo de Teodoro Schmidt Weichsel y Juanita Quezada del Río), quien inició al trazado del trayecto de la línea de ferrocarriles en una extensión de 72 km de longitud del ramal Freire-Punta Riel, marcando puntos que fueron las estaciones ferroviarias, con una distancia de 16 a 17 km, entre cada una. Así se formaron las estaciones de Martínez de Rozas, Barros Arana, Huilío (ahora llamado Teodoro Schmidt), Trehuaco (Ahora llamada Hualpín) y Punta Riel.
La construcción de la obra se aplazó en casi diez años a causa de la Segunda Guerra Mundial, que hacía muy difícil traer los materiales necesarios, en su mayoría importados, y fue terminada en 1952.
El interés del Gobierno en poner este medio de transporte se debía en gran parte a la riqueza de madera nativa. En 1962 se trazó el camino Freire a Hualpín.
La comuna Teodoro Schmidt se creó el 12 de enero de 1981 mediante el Decreto Ley N.º 2868 del 11 de octubre de 1980 del Ministerio del Interior, emitido por la dictadura militar de Augusto Pinochet, con lo que se impulsó la construcción de obras públicas, el mejoramiento de caminos, el tendido de alumbrado público; agua potable en las localidades, teléfonos, postas y consultorios.

### La comuna tiene además dos centros urbanos
Barros Arana es una aldea que fue fundada aproximadamente en 1946 con la construcción del ramal del ferrocarril Freire a Toltén. Ubicada a 59 km de Temuco y a 15 km de la capital comunal Teodoro Schmidt, tiene menos de 1000 habitantes según el censo de 2017. Esta localidad es la puerta de acceso norte a la comuna y cuenta con los servicios básicos de un pueblo.
Hualpin es un pueblo que está ubicado a 90 kilómetros de Temuco y a 15 de la capital comunal. Este pueblo —llamado anteriormente Trehuaco, cambió su nombre para no ser confundido con otro homónimo que ya existía— es principalmente agrícola y ganadero; sus papas abastecen una buena parte del mercado de la zona central.

## Geografía
Teodoro Schmidt se encuentra ubicada en las coordenadas 38°58′00″S 73°03′00″O. Según el INE, la comuna tiene una superficie total de 653,55 km².

### Geomorfología
La comuna de Teodoro Schmidt se encuentra emplazada en las unidades geomorfológicas de Planicie marina o fluviomarina y Llanos de sedimentación fluvial o aluvional.

### Clima
Teodoro Schmidt presenta según la clasificación climática de Köppen clima mediterráneo de lluvia invernal (Csb), clima mediterráneo de lluvia invernal e influencia costera (Csb (i)), clima templado lluvioso (Cfb) y clima templado lluvioso con leve sequedad estival e influencia costera (Cfb (s) (i)). Las temperaturas sobrepasan los 20 °C de máxima en los meses de verano (diciembre, enero y febrero), existiendo varios registros por sobre los 30 °C, mientras que en la época invernal la máximas son cercanas a los 10 °C. Las precipitaciones son muy abundantes, alcanzando anualmente un monto de 1300 mm, repartidos durante todo el año pero con mayor caída de lluvia entre los meses de , junio, julio, agosto. De acuerdo con la clasificación climática de Köppen, este clima es del tipo oceánico (verano suave) Cfb.
| Parámetros climáticos promedio de Teodoro Schmidt     | Parámetros climáticos promedio de Teodoro Schmidt | Parámetros climáticos promedio de Teodoro Schmidt | Parámetros climáticos promedio de Teodoro Schmidt | Parámetros climáticos promedio de Teodoro Schmidt | Parámetros climáticos promedio de Teodoro Schmidt | Parámetros climáticos promedio de Teodoro Schmidt | Parámetros climáticos promedio de Teodoro Schmidt | Parámetros climáticos promedio de Teodoro Schmidt | Parámetros climáticos promedio de Teodoro Schmidt | Parámetros climáticos promedio de Teodoro Schmidt | Parámetros climáticos promedio de Teodoro Schmidt | Parámetros climáticos promedio de Teodoro Schmidt | Parámetros climáticos promedio de Teodoro Schmidt |
| Mes                                                   | Ene.                                              | Feb.                                              | Mar.                                              | Abr.                                              | May.                                              | Jun.                                              | Jul.                                              | Ago.                                              | Sep.                                              | Oct.                                              | Nov.                                              | Dic.                                              | Anual                                             |
| ----------------------------------------------------- | ------------------------------------------------- | ------------------------------------------------- | ------------------------------------------------- | ------------------------------------------------- | ------------------------------------------------- | ------------------------------------------------- | ------------------------------------------------- | ------------------------------------------------- | ------------------------------------------------- | ------------------------------------------------- | ------------------------------------------------- | ------------------------------------------------- | ------------------------------------------------- |
| Temp. máx. abs. (°C)                                  | 36.2                                              | 39.9                                              | 32.2                                              | 27.1                                              | 24.0                                              | 23.2                                              | 22.4                                              | 20.0                                              | 25.1                                              | 30.2                                              | 31.4                                              | 32.3                                              | 39.9                                              |
| Temp. máx. media (°C)                                 | 24.4                                              | 24.2                                              | 21.8                                              | 18.1                                              | 14.4                                              | 12.3                                              | 12.4                                              | 13.2                                              | 15.3                                              | 17.9                                              | 19.9                                              | 22.2                                              | 19.6                                              |
| Temp. media (°C)                                      | 17.4                                              | 17.3                                              | 15.4                                              | 12.8                                              | 10.4                                              | 9.0                                               | 8.7                                               | 8.9                                               | 10.3                                              | 12.3                                              | 14                                                | 15.9                                              | 14.2                                              |
| Temp. mín. media (°C)                                 | 10.5                                              | 10.4                                              | 9.1                                               | 7.5                                               | 6.5                                               | 5.7                                               | 5.0                                               | 4.7                                               | 5.3                                               | 6.7                                               | 8.2                                               | 9.7                                               | 8                                                 |
| Temp. mín. abs. (°C)                                  | -0.2                                              | -1.0                                              | 0.2                                               | -2.6                                              | -3.1                                              | -4.2                                              | -7.5                                              | -5.5                                              | -3.3                                              | -2.4                                              | -0.5                                              | 0.0                                               | -8                                                |
| Precipitación total (mm)                              | 38                                                | 38                                                | 66                                                | 113                                               | 188                                               | 228                                               | 218                                               | 188                                               | 103                                               | 81                                                | 69                                                | 62                                                | 1392                                              |
| Días de precipitaciones (≥ 1 mm)                      | 5                                                 | 3                                                 | 6                                                 | 9                                                 | 20                                                | 20                                                | 20                                                | 19                                                | 14                                                | 14                                                | 12                                                | 7                                                 | 149                                               |
| Horas de sol                                          | 259.8                                             | 229.5                                             | 206.6                                             | 124.0                                             | 69.3                                              | 49.0                                              | 67.0                                              | 91.2                                              | 113.2                                             | 127.4                                             | 188.4                                             | 209.7                                             | 1735.1                                            |
| Humedad relativa (%)                                  | 61                                                | 62                                                | 70                                                | 86                                                | 82                                                | 83                                                | 88                                                | 89                                                | 73                                                | 70                                                | 64                                                | 63                                                | 74.3                                              |
| Fuente n.º 1: Dirección Meteorológica de Chile (2001) |                                                   |                                                   |                                                   |                                                   |                                                   |                                                   |                                                   |                                                   |                                                   |                                                   |                                                   |                                                   |                                                   |
| Fuente n.º 2: Universidad de Chile (horas de sol)     |                                                   |                                                   |                                                   |                                                   |                                                   |                                                   |                                                   |                                                   |                                                   |                                                   |                                                   |                                                   |                                                   |

### Hidrografía
La comuna se halla entre las cuencas hidrográficas de Costeras entre río Budi y río Toltén, río Budi, río Imperial y río Toltén. Además, la comuna posee diversos cuerpos de agua, entre los que se destacan el lago Budi, laguna Puyehue; y río Toltén.

## Medio ambiente

### Componentes bióticos

Trazado simplificado de los ecosistemas y cuerpos de agua presentes en la comuna de Teodoro Schmidt.

Dentro del territorio de la comuna se puede encontrar el siguiente ecosistema:
- Bosque caducifolio templado donde predominan Nothofagus obliqua y Laurelia sempervirens (En peligro)

### Medidas de protección ambiental y conflictos socioambientales
Hasta 2022, la comuna de Teodoro Schmidt cuenta con un área territorial destinada a la protección ambiental:
- lago Budi (Sitios Ley 19.300)[13]

## Demografía
Según el censo de 2017, tenía una población estimada en 15 045 habitantes.

### Localidades
De acuerdo a datos censales de 2002, comprende los distritos de:
| N.º | Distritos       | Comunidades y lugares relevantes                                                                |
| --- | --------------- | ----------------------------------------------------------------------------------------------- |
| 1   | Quilmer         | Bellavista, Quilmer                                                                             |
| 2   | Poculón         | Llaguín, Poculón, El Descanso, Nohualhue, Neicuf                                                |
| 3   | Huilio          | Rucahue, Molonhue, Quilfue,Huidima, Queupúe, Pilolcura, Coigüe, Bolil                           |
| 4   | Barros Arana    | Llollelhue Alto, Llollelhue Bajo, Pulil, Llollinco, Rucahue, Barros Arana                       |
| 5   | Teodoro Schmidt | Peñehue, El Diuco, Teodoro Schmidt                                                              |
| 6   | Chelle          | Pichichelle, Yenehue, Peleco, Malalhue, Llaguipulli, Nomellangue, Alto Chelle, La Mapu, El Budi |
| 7   | Hualpín         | Curileufu, Rucacura, Puyehue, Isla Llicán, Huincullicán, Hualpín                                |
| 8   | Porma           | Chaichayen, Porma, Filulafquén, Coihueco, Pelehue y Punta de Riel                               |

## Medios de comunicación

### Radioemisoras de transmisión Local

#### FM
- 97.1 MHz Radio Amiga Hualpin
- 102.9 MHz Radio La Más Alegre De La Costa
- 106.9 MHz Nueva Radio Creaciones | FM Play Back
- 107.1 Mhz Radio Urbana
- 107.5 MHz Te acompaña
- 89.9. MHz  Radio Estación de la Costa[15]

En la comuna se reciben también las señales de radioemisoras de ciudades cercanas como Toltén, Nueva Imperial, Puerto Saavedra, Pitrufquén y Temuco.

## Administración

### Municipalidad
El alcalde es Baldomero Santos Vidal (UDI) y el Concejo Municipal está conformado por: Yasmir Vidal Santos, Mauricio Holzapfel Aguilera, Fernando Chandía Peña, Carlos Cortés Leñam, Katerin Krepps Pezo y Olivia Medina Suazo.

#### Costa Araucanía

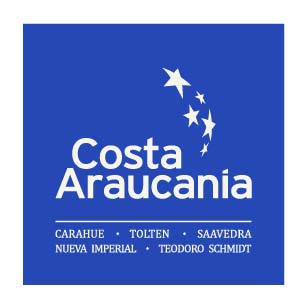
Logotipo de Costa Araucanía

Desde el 27 de noviembre de 2014, las comunas de Carahue, Saavedra, Nueva Imperial, Teodoro Schmidt y Toltén, formaron la Asociación de Municipios Costa Araucanía (AMCA) con el propósito de trabajar mancomunadamente, aumentar la inversión pública y privada y promover una identidad a territorial común. Con fecha 19 de octubre de 2016 la Asociación logró que se decretara el territorio de Costa Araucanía como Zona de Rezago mediante decreto supremo.

### Representación parlamentaria
Teodoro Schmidt pertenece al Distrito Electoral n.° 23 (junto con las comunas de Padre Las Casas, Temuco, Carahue, Cholchol, Freire, Nueva Imperial, Pitrufquén, Saavedra, Cunco, Curarrehue, Gorbea, Loncoche, Pucón, Toltén y Villarrica) y a la 11.ª Circunscripción Senatorial (Araucanía). Está representado en la Cámara de Diputados por Miguel Ángel Becker (RN), Andrés Jouannet (AMA), Henry Leal (UDI). Miguel Mellado (RN), Ericka Ñanco (RD), Mauricio Ojeda (IND) y Stephan Schubert (IND). En el Senado por Carmen Gloria Aravena (RE), Francisco Huenchumilla (DC) Felipe Kast (EVOP), José García Ruminot (RN) y Jaime Quintana Leal (PPD).

## Economía
En 2018, la cantidad de empresas registradas en Teodoro Schmidt fue de 169. El Índice de Complejidad Económica (ECI) en el mismo año fue de -0,52, mientras que las actividades económicas con mayor índice de Ventaja Comparativa Revelada (RCA) fueron Explotación Mixta (44,81), Servicios de Corta de Madera (44,68) y Servicio de Recolección, Empacado, Trilla, Descascaramiento y Desgrane (39,37).
La comuna de Teodoro Schmidt es agrícola: la producción de papas constituye la principal fuente de trabajo, seguida de la de trigo y avena; otras fuentes de ingreso son la ganadería en menor escala (ovino, bovino, porcinos) y el rubro maderero.

## Cultura
Teodoro Schmidt ofrece una serie de celebraciones y eventos que destacan el carácter cultural de la comuna. 
La Semana Aniversario se celebra a partir del 12 de enero, extendiéndose por una semana adicional. Durante este período, se realizan actividades culturales, deportivas y gastronómicas, finalizando con un gran Show Aniversario el día 12, acompañado de un desfile comunal y un acto cívico.
Las Fiestas Patrias del 18 de septiembre, que conmemoran la creación de la Primera Junta de Gobierno de Chile, se celebran con un acto cívico y un desfile comunal.
El Día de las Glorias Navales, celebrado el 21 de mayo, conmemora la heroica defensa de Chile en la guerra del Pacífico. Aunque esta festividad fue suspendida por varios años, en 2012 se retomó el desfile y el acto cívico, aunque desde entonces solo se celebra en establecimientos educacionales.

### Teodoreschmidtinos
La comuna de Teodoro Schmidt ha visto nacer a notables figuras en distintos ámbitos. Entre ellas se encuentra Luis Omar Lara Mendoza (1941-2021), nacido en Nohualhue, un poeta, traductor y editor chileno.

## Lugares de interés
Teodoro Schmidt es un lugar que destaca por sus atractivos turísticos naturales y culturales.
El Mirador Peñehue, inaugurado el 28 de septiembre de 2023, es un lugar ideal para disfrutar de vistas panorámicas del río Toltén y de la naturaleza circundante. Cerca de este sector, existen numerosos hostales donde se puede descansar, tomar baños en tinajas de agua caliente, practicar pesca artesanal y relajarse en la tranquilidad del entorno natural.
Entre los atractivos naturales, destacan las lagunas Peule y Puyehue, el río Toltén, las playas de Porma, Rucacura, Yenehue y Puaucho, y el lago Budi, el único lago salado en Sudamérica. El etnoturismo es también un punto de interés, especialmente por la posibilidad de visitar rucas mapuches, lo que permite conocer más sobre la cultura de este pueblo originario.
Otro atractivo turístico es el campanario de la Iglesia Católica en la parroquia Cristo Rey, donde se encuentran tres campanas traídas desde Alemania, donadas por las hermanas del padre German Winkel para conmemorar los 25 años de su ordenación sacerdotal.

## Transporte
La comuna de Teodoro Schmidt se encuentra a 72 km de Temuco.
- Desde Temuco se puede llegar por la carretera 5 Sur, pasando por la comuna de Freire continuando el recorrido en la ruta S-60 (carretera asfaltada).
- Desde Nueva Imperial se puede llegar por la aldea de Almagro llegando a la localidad de Barros Arana Ruta S-52, Cuya carretera está asfaltada y también, directamente a la ciudad de Teodoro Schmidt por la ruta S-554.
- Por la costa se puede llegar por la comuna de Saavedra pasando por Puerto Domínguez, Carretera de la Costa (camino ripiado), o a través del tramo Puerto Domínguez-Hualpin cuaya carretera esta asfaltada.
- Por la zona sur se puede acceder desde la comuna de Toltén distante a 27 km, por la ruta S-60.
- Desde el este se debe atravesar el río Toltén en balsa desde el sector de Pocoyan (comuna de Toltén) o el Balsadero Barros Arana.

## Deportes

### Fútbol
La comuna cuenta con una asociación de fútbol (Asociación de Fútbol Unión Entre Ríos) conformada por cinco clubes (Barros Arana, Escuela Hualpin, Huilio, Huracán de Hualpin y Juventud Teodoro Schmidt).
Cuenta con tres estadios municipales ubicados uno en cada localidad de la comuna.